# 馬氏黑姑魚
馬氏黑姑魚為輻鰭魚綱鱸形目鱸亞目石首魚科的其中一種，分布於西印度洋區，從莫三比克至南非納塔爾海域，棲息深度73-91公尺，體長可達16.2公分。